# 娇子立交站
娇子立交站位于中华人民共和国四川省成都市锦江区成龙路街道南三环路一段成龙大道口，是成都地铁13号线一期工程和30号线一期工程建设中的一座地下车站，13号线车站沿成龙大道东北侧绿化带东西向设置，30号线车站沿三环路南侧（外侧）绿带东西向设置，预计于2025年启用。
本站因位于娇子立交旁而得名，规划期间曾用名“烟草公司”。

## 车站结构
13号线娇子立交站为地下三层双柱三跨岛式站台车站，车站长236.7米，宽22.9米，平均深度25.52米，采用明挖顺做法施工。
30号线娇子立交站为地下四层（局部五层）双柱三跨岛式站台车站，平均深度约为36.47～37.39米，全长159米。
| 地面      |                                   | 出入口                                     |  |
| 地下 一层 | 站厅层                            | 安检、售票机、卫生间                       |  |
| 地下 二层 | 设备层                            |                                            |  |
| 地下 三层 |                                   | 13号线列车往瓦窑滩方向 （四川师大）        |  |
| 地下 三层 | 岛式站台，左边车门将会开启        |                                            |  |
| 地下 三层 | 13号线列车往龙安方向 （幸福梅林） |                                            |  |
| 地下 四层 |                                   | 30号线列车往双流机场2航站楼东方向 （锦逸） |  |
| 地下 四层 | 岛式站台，左边车门将会开启        |                                            |  |
| 地下 四层 | 30号线列车往玉虹路方向 （海桐街） |                                            |  |

## 出入口信息
娇子立交站共设置7个出入口：
- 13号线车站共设置3个出入口，分别位于成龙大道南、北两侧绿带内；
- 30号线车站共设置4个出入口，分别位于三环路与成龙大道交叉口东南侧、东北侧、西北侧绿带内。

## 历史
最初成都地铁13号线规划为快线，设站较少、站间距较大。在途经但不设站的娇子立交附近居民请求后，成都市规划局联合相关单位，将幸福梅林站、三圣花乡站的位置往南移动，在四川师大站和幸福梅林站之间增设了娇子立交站（最初称烟草公司站）。但在增加站点后，三环路两侧社区居民对于站点位置究竟应该在三环路内侧（北侧）还是外侧（南侧）、以及是否在三环路内外侧都设置出入口产生较大分歧。并在多个成都本地论坛和城市轨道交通论坛持续掀起舆论战。
三环路内侧居民认为，其所处的位置南侧被三环路隔断、北侧被成都枢纽环线、西成高速铁路隔断，公交覆盖较差，迫切需要地铁站疏解交通。为确保三环路内侧有地铁出入口，部分居民要求将娇子立交地铁站设置于三环内侧，并指出成都地铁公司委托中铁二院编制的设计方案的确有在三环内、外侧这两种设置车站的方案，若车站设置在三环外侧，将会导致与下一站距离过近。若娇子立交站无法紧邻三环内侧设站，则应该在三环内侧水杉街处增设一站；三环路外侧居民要求在三环路外侧设置地铁出入口，并认为若地铁站设在三环内，则与前一站四川师大站距离过近。
成都地铁公司初期回应，无论车站主体结构位于内、外侧，该站在三环路内外侧皆会设置出入口。后来又声称处于施工难度考虑，车站主体结构必须设置在三环路外侧，而如果在三环路内侧设置出入口，则地下通道长度较长，可能引起非法夜宿通道问题，建议三环内侧乘客通过路面过街系统前往外侧出入口。在三环内侧居民的压力下，最终方案为车站主体结构设置在三环外侧，并在内外皆设置出入口。

## 大事记
- 2020年4月4日，13号线娇子立交站主体结构开工。[10]
- 2021年3月3日，30号线娇子立交站主体结构开工。[11]
- 2022年12月25日，30号线娇子立交站主体结构封顶。[12]